# Margub Timergalijewitsch Ischakow

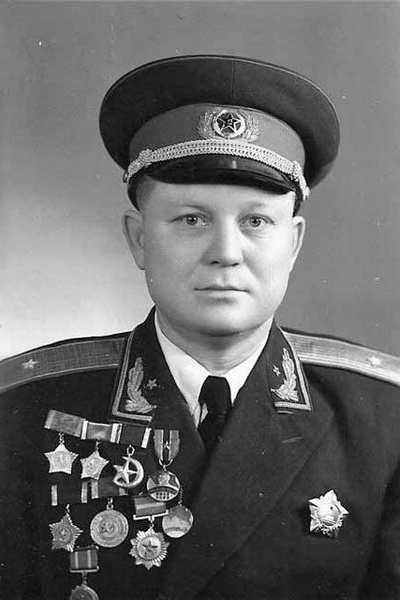
Margub Ischakow

Margub Timergalijewitsch Ischakow (chinesisch 馬爾果甫 • 伊斯卡果夫 / 马尔果甫 • 伊斯卡果夫, Pinyin Mǎ’ěrguǒfǔ • Yīsīkǎguǒfū; russisch Маргуб Тимергалиевич Исхаков; * 13. März 1923 in Gulja, Republik China; † 1992 in Alma-Ata, Republik Kasachstan) war ein tatarischer Generalmajor der Chinesischen Volksbefreiungsarmee.

## Karriere als Revolutionär
Ischakow schloss sich bereits in jungen Jahren, als Xinjiang von dem lange Zeit prosowjetischen mandschurischen Gouverneur Sheng Shicai beherrscht wurde, der kommunistischen Bewegung an. Als Sheng sich 1942 von der Sowjetunion abwandte und Xinjiang mit einer antikommunistischen Repressionswelle überzog, wurde Ischakow inhaftiert und saß fast zwei Jahre im Gefängnis. Direkt nach seiner Entlassung organisierte er sich in einer Guerillaeinheit, die im Kreis Korgas aktiv war und aus der im Zuge der Drei-Bezirke-Revolution wenig später das „Suidun-Infanterieregiment“ wurde. Ihm diente er 1944 und 1945 als Politischer Kommissar.
Im Juli 1945 ging sein Regiment in der im April des Jahres gegründeten Ili-Nationalarmee der (Zweiten) „Republik Ostturkestan“ auf, deren Stabschef er wurde. Nach der friedlichen Befreiung Xinjiangs wurde Ischakow im Dezember 1949 Mitglied der KPCh. Nachdem die Ili-Nationalarmee am 10. Januar 1951 als „5. Armeekorps“ in die Chinesische Volksbefreiungsarmee (VBA) inkorporiert worden war, hatte er in den folgenden Jahren Stellungen als Stabschef des 5. Armeekorps, als Stellvertretender Korpskommandant und schließlich als Stellvertretender Stabschef des Xinjianger Militärbezirks inne. 1955 wurde er zum bis dahin jüngsten Generalmajor der VBA befördert.

## Wandlung zum Landesverräter
Nach 1955 kam es zu wachsenden Widersprüchen zwischen der Kommunistischen Partei Chinas und der KPdSU, die sich nach und nach zu einem tiefen Zerwürfnis, Mitte der 60er Jahre dann sogar zu offener Feindschaft und damit zur Spaltung der internationalen kommunistischen Bewegung auswuchsen. In den 30er und 40er Jahren hatte das sowjetische Konsulat in Gulja einige tausend sowjetische Pässe an Einwohner Ilis ausgegeben, insbesondere an junge, progressive Uiguren, Kasachen, Tataren und Russen. Ein Teil von ihnen, darunter Ischakow und sein langjähriger uigurischer Freund und Kampfgefährte Generalmajor Sunun Taipow (chinesisch 祖農 • 太也夫 / 祖农 • 太也夫, Pinyin Zǔnóng • Tàiyěfū; russisch Зунун Таипов), geriet damit in Loyalitätskonflikte und entschied sich schließlich für die sowjetische Seite.
Im April 1962 hatten beide ihren beträchtlichen Einfluss genutzt, um unter der grenznahen Bevölkerung, insbesondere in Huocheng und Tacheng, antichinesische Stimmungen zu schüren und für eine Migration in die angrenzende Kasachische SSR, damals eine Republik der UdSSR, zu werben. Massive Fehlentwicklungen in der Nationalitätenpolitik der Regierungen in Peking und Ürümqi sowie die generell komplizierte Lage in China, das sich noch vom Großen Sprung erholte und dessen politisches Klima von den Folgen der Anti-Rechts-Kampagne geprägt war, begünstigte den relativen Erfolg dieser – nach chinesischer Meinung vom KGB gesteuerten – sowjetischen Propagandakampagne. Bis Ende Mai 1962 stieg die Zahl von migrationswilligen Bürgern, die unter plötzlicher Vorlage sowjetischer Personalpapiere ihre dauernde Ausreise beantragten, drastisch an. Schließlich kam es zum sogenannten „Konterrevolutionären Aufruhr vom 29. Mai“, der sehr unterschiedlich dargestellt wird. Offenkundig entstand – aus welchen Gründen auch immer – ein „Stau“ bei der Ausreise an zwei Grenzübergängen in Huocheng und Tacheng. Der sich daraufhin entwickelnde Massenaufruhr wurde nach sowjetischer Darstellung mit Schüssen in die Menge unterdrückt. Dabei habe es eine unbekannte Zahl von Toten und Verwundeten gegeben. Die chinesische Darstellung besteht hingegen ausdrücklich darauf, dass der Befehl an die Grenzschutzeinheiten der VBA „nicht schießen, keine Gewalt anwenden, keine Zusammenstöße mit den Massen zulassen“ strikt befolgt worden sei. Auf jeden Fall wurden Tausende der an dem Zwischenfall beteiligten an diesem Tag von offenbar an beiden Grenzübergängen bereitgestellten sowjetischen Bussen abgeholt und in die Sowjetunion gebracht. Die massenhaften Grenzübertritte hielten noch bis zum 31. Mai an. Danach schloss die Sowjetunion die Grenze.
Da Ischakows und Taipows Verwicklung in die Vorfälle und damit ihr Landesverrat offenkundig geworden war und beide vor und nach dem eigentlichen Zwischenfall mehrfach selbst die Grenze in beiden Richtungen überschritten hatten, u. a. um die Migranten in der Sowjetunion zu begrüßen, konnten sie nicht in China bleiben. Damals noch aus Rücksicht auf das Verhältnis zur Sowjetunion wurde entschieden, beider erst 1962, nach dem Zwischenfall, eingereichten Auswanderungsanträge auf 1961 zurückzudatieren und auch ihre offizielle Dienstzeit in der VBA rückwirkend zum 31. Dezember 1961 enden zu lassen. Damit hatten sie – rein formal – auch keinen Landesverrat mehr begangen und ihre Übersiedlung in die Sowjetunion wurde stillschweigend geduldet.

## In der Sowjetunion
Über Ischakows Schicksal in der Sowjetunion ist wenig bekannt. Angeblich sollen Einzelheiten in Ilidan Issakows Buch „Gekommen vom Ufer der Wolga – die Tataren“ zu finden sein. Die Auflösung der Sowjetunion am 26. Dezember 1991 erlebte er in Kasachstan, wo er im folgenden Jahr verstarb.